# Élections municipales de 2014 à Bordeaux
Pour un article plus général, voir Élections municipales de 2014 en Gironde.
Les élections municipales se déroulent le 23 mars 2014 à Bordeaux.

## Mode de scrutin
Le mode de scrutin à Bordeaux est celui des villes de plus de 1 000 habitants : la liste arrivée en tête obtient la moitié des 61 sièges du conseil municipal. Le reste est réparti à la proportionnelle entre toutes les listes ayant obtenu au moins 5 % des suffrages exprimés. Un deuxième tour est organisé si aucune liste n'atteint la majorité absolue et au moins 25 % des inscrits au premier tour. Seules les listes ayant obtenu aux moins 10 % des suffrages exprimés peuvent s'y présenter. Les listes ayant obtenu au moins 5 % des suffrages exprimés peuvent fusionner avec une liste présente au second tour.

## Contexte

### Contexte électoral
Un premier débat le 23 janvier 2014, a affronté Alain Juppé (UMP) et Vincent Feltesse (PS)

## Candidats

### Alain Juppé (UMP)
Alain Juppé a été maire de Bordeaux une première fois du 18 juin 1995 au 2 décembre 2004, puis depuis le 13 octobre 2006.

### Vincent Maurin (Front de Gauche)
Vincent Maurin conseiller municipal et conseiller communautaire communiste conduit la liste du Front de gauche, « Bordeaux Pour Tous ». 
Cette liste est composée de plusieurs organisations composant le Front de Gauche (PCF, PG, GU, Ensemble et quelques membres de la société civile) ainsi que de nombreux syndicalistes et associatifs.

### Philippe Poutou (NPA)
Philippe Poutou se présente sur une liste Nouveau Parti anticapitaliste.

## Résultats
- Maire sortant : Alain Juppé (UMP)
- 61 sièges à pourvoir (population légale 2011 : 239 399 habitants)

|                                                                                              | Alain Juppé *     | UMP-UDI-MoDem  | 46 489  | 60,95  | 52 |  |  |
| Un temps d'avance avec Alain Juppé                                                           |                   |                | 46 489  | 60,95  | 52 |  |  |
|                                                                                              | Vincent Feltesse  | PS-EELV        | 17 224  | 22,58  | 7  |  |  |
| Un grand Bordeaux pour changer d'ère                                                         |                   |                | 17 224  | 22,58  | 7  |  |  |
|                                                                                              | Jacques Colombier | FN             | 4 626   | 6,06   | 2  |  |  |
| Bordeaux bleu marine soutenue par le Front national, le Rassemblement bleu marine et le Siel |                   |                | 4 626   | 6,06   | 2  |  |  |
|                                                                                              | Vincent Maurin    | FG             | 3 506   | 4,60   |    |  |  |
| Bordeaux pour tous                                                                           |                   |                | 3 506   | 4,60   |    |  |  |
|                                                                                              | Yves Simone       | SE             | 2 128   | 2,79   |    |  |  |
| Avec Yves Simone, soyons tous guides pour Bordeaux                                           |                   |                | 2 128   | 2,79   |    |  |  |
|                                                                                              | Philippe Poutou   | NPA            | 1 914   | 2,51   |    |  |  |
| Bordeaux. rouge et anticapitaliste                                                           |                   |                | 1 914   | 2,51   |    |  |  |
|                                                                                              | Fanny Quandalle   | LO             | 391     | 0,51   |    |  |  |
| Lutte ouvrière, faire entendre le camp des travailleurs                                      |                   |                | 391     | 0,51   |    |  |  |
|                                                                                              |                   |                |         |        |    |  |  |
| Inscrits                                                                                     | Inscrits          | Inscrits       | 140 358 | 100,00 |    |  |  |
| Abstentions                                                                                  | Abstentions       | Abstentions    | 62 760  | 44,71  |    |  |  |
| Votants                                                                                      | Votants           | Votants        | 77 598  | 55,29  |    |  |  |
| Blancs et nuls                                                                               | Blancs et nuls    | Blancs et nuls | 1 320   | 1,70   |    |  |  |
| Exprimés                                                                                     | Exprimés          | Exprimés       | 76 278  | 98,30  |    |  |  |
| * Liste du maire sortant                                                                     |                   |                |         |        |    |  |  |